# Dolomedes lesserti
Dolomedes lesserti là một loài nhện trong họ Pisauridae.
Loài này thuộc chi Dolomedes. Dolomedes lesserti được Carl Friedrich Roewer miêu tả năm 1955.